# Mauritz Klingspor (1800–1858)
Mauritz Staffan Philip Klingspor, född 30 april 1800 i Skärkinds socken, Östergötland död 11 september 1858 på Vänern, var en svensk greve, militär och politiker. Han var son till överstelöjtnanten greve Gustaf Klingspor och sonson till fältmarskalken greve Mauritz Klingspor. 

## Biografi

### Militär karriär
Klingspor avlade officersexamen 1817 och samma år blev han fänrik vid Svea livgarde. 1822 blev han befordrad till löjtnant och 1830 till kapten. Klingspor blev sedermera bortkommenderad till Karlstens fästning. Han tog avsked från det militära 1841.

### Politisk karriär
Klingspor var involverad i flera av ståndsriksdagarna på 1830-, 40- och 50-talet för Ridderskapet och adeln. Han gjorde sig känd som oppositionsman till kung Karl XIV Johan och hans regering. Ideologiskt beskrevs Klingspor som aristokrat och nationalist.
Klingspors mest uppseendeväckande moment i sin politiska karriär var under den urtima riksdagen 1834–1835. Då gick han till attack mot regeringen för att den hade med otillåtna medel försökt driva igenom ett lån. Han kallade det för ”per fas et nefas” (latin: med rätt eller orätt). Detta ledde till kritik av statsrådet friherre Carl Johan af Nordin, utrikesstatsministern greve Gustaf af Wetterstedt samt justitiestatsministern greve Arvid Mauritz Posse som såg uttrycket som en personlig förolämpning. När de högvälborna herrarna krävde att han skulle ta tillbaka det han sagt vägrade Klingspor med hänvisning till att det inte var riktat till dem personligen. Det hela slutade med att Klingspor fick en tillrättavisning av lantmarskalken greve Jacob De la Gardie.
Vid riksdagen 1850–1851 var Klingspor ledamot av bevillningsutskottet.

### Senare liv
Klingspor blev vid sin äldre broders död 1848 greve och fideikommissarie för Grönlund i Östergötland. Hans engagemang för politiken kvarstod dock och han skrev ett flertal anonyma politiska artiklar i Aftonbladet och Östgöta Correspondenten. Under pseudonymerna en aktad afskedad militär samt en gammal militär riktade han inte sällan kritik mot bland annat greve Henning Hamilton och Magnus Björnstjerna.

## Död
Mauritz Klingspor dog av ett slaganfall ombord fartyget Amiral von Platen när den befann sig på Vänern under en resa via Göta kanal mellan Göteborg och Linköping. Greve Klingspor beskrevs i Östgöta Correspondenten med följande ord:
| ” | Han var ett svärd i den politiska striden, men ett fläckfritt, ett solbankt svärd, ett riddaresvärde i den ädlaste bemärkelse, invigdt åt fäderneslandet och den provins, som han tillhörde: det kunde icke böjas, endast brytas: det var af det renaste det klanfullaste stål. | „ |

## Familj
Mauritz Klingspor tillhörde den grevliga ätten Klingspor, nr 107. Han var son till hovmarskalken greve Gustaf Klingspor och friherrinnan Margaretha Wennerstedt. Hans farfar var fältmarskalken greve Mauritz Klingspor. Klingspor gifte sig 1851 med friherrinnan Emma Koskull i vad som kom att bli ett barnlöst äktenskap.

## Titel och heraldiskt vapen
Klingspor föddes som friherre, men när hans äldre broder greve Gustaf Vilhelm Mauritz Klingspor, som aldrig fick några barn, dog tog han över broderns titel samt släktens fideikommiss Grönlund. Vid Mauritz Klingspors död fördes grevetiteln och Gröndal vidare till hans yngre broder löjtnant Otto Klingspor och därefter till Ottos son hovmarskalken Philip Klingspor.
- 30 april 1800 – 22 april 1848: Högvälborne Herr Friherre Mauritz Staffan Philip Klingspor.
- 22 april 1848 – 11 september 1858: Högvälborne Herr Greve Mauritz Staffan Philip Klingspor.

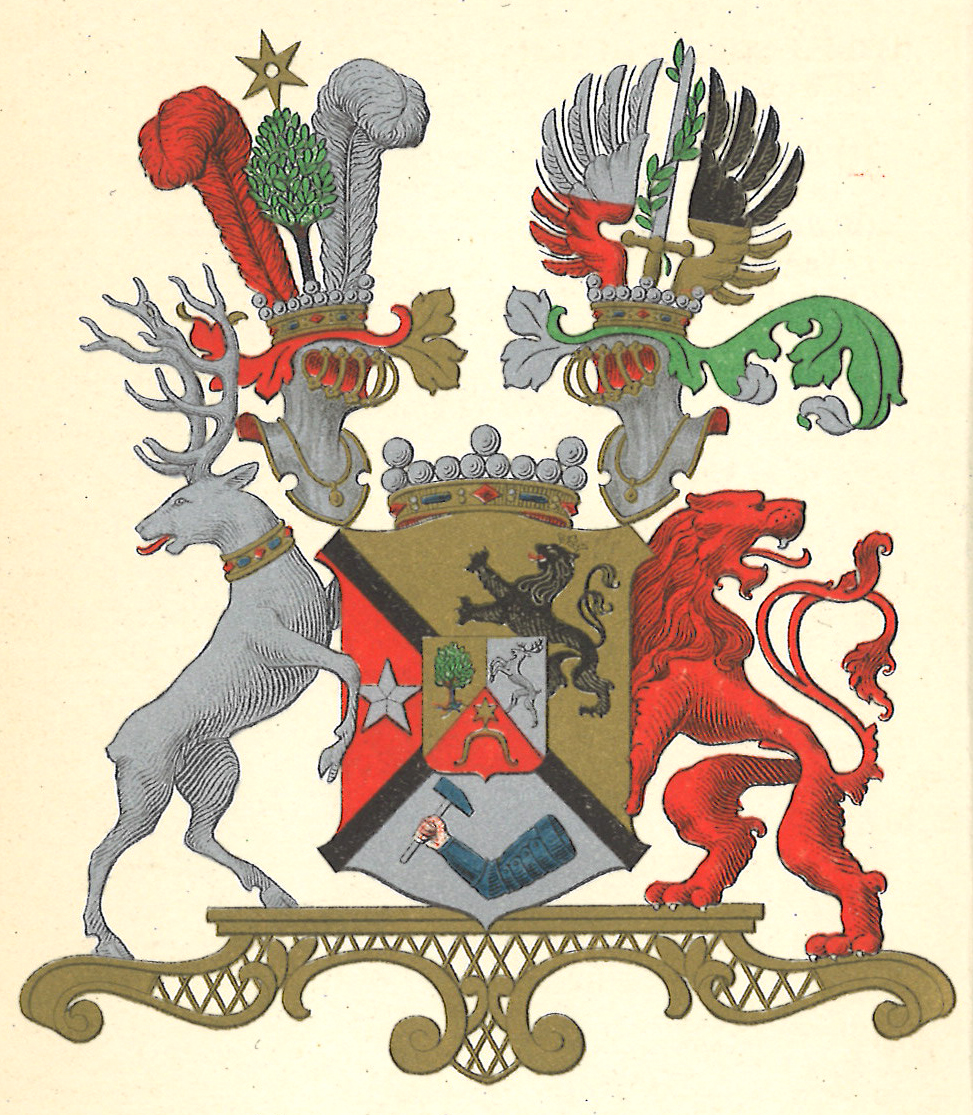
Klingspors vapen som friherre.
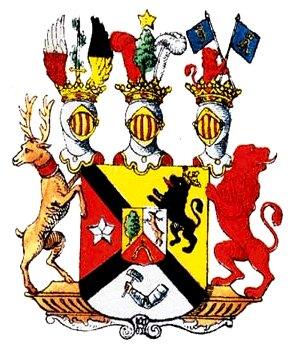
Klingspors vapen som greve.